# André Boman
André Boman (15 de noviembre de 2001) es un futbolista sueco que juega en la demarcación de centrocampista para el IF Elfsborg de la Allsvenskan.

## Selección nacional
Hizo su debut con la selección de fútbol de Suecia en un partido amistoso contra Finlandia que finalizó con un resultado de 2-0 a favor del combinado sueco tras los goles de Christoffer Nyman y Joel Asoro.

## Clubes
| Club                  | País   | Año       | Partidos | Goles |
| --------------------- | ------ | --------- | -------- | ----- |
| Lilla Träslövs FF     | Suecia | 2017      | 3        | 0     |
| Varbergs BoIS         | Suecia | 2019      | 2        | 0     |
| Varbergs GIF (cedido) | Suecia | 2019-2020 | 21       | 3     |
| Varbergs BoIS         | Suecia | 2020      | 2        | 0     |
| Ullareds IK (cedido)  | Suecia | 2021      | 5        | 0     |
| Varbergs BoIS         | Suecia | 2021-2022 | 37       | 0     |
| IF Elfsborg           | Suecia | 2023-     | 0        | 0     |